# El Telégrafo.org
El Telégrafo.org (también conocido como El Telégrafo) fue un periódico gratuito español fundado en 1997. Su ámbito era comarcal, de la zona noroeste de Madrid, y se publicaba de martes a viernes.

## Historia
El Telégrafo se fundó en 1997 como periódico mensual. Fue fundado por José Luis Seoane, natural de Collado Villalba, con la idea de dar a la población de la zona noroeste de la Comunidad de Madrid, una información veraz y totalmente independiente. Desde entonces pasó a ser quincenal, posteriormente semanal y, a partir de 2007, se publica cuatro veces por semana, de martes a viernes.
Desde el comienzo de 2010 era socio de la Asociación Española de Prensa Gratuita (AEPG). En diciembre de 2010 incorporó a su nombre el «.org» para enfatizar su incorporación a las nuevas tecnologías de la información.
A 2010, su tirada era de 9 000 ejemplares de martes a jueves y 15 000 los viernes.

## Secciones
El Telégrafo.org ofrecía información sobre asuntos internacionales, nacionales, la Comunidad de Madrid y especialmente la zona noroeste de la misma. También dispone de secciones sobre deportes, ocio y televisión.
En su sección de Opinión se incorporaban textos del Grupo de Estudios Estratégicos, un think tank afín al Partido Popular. También colaboraban como columnistas Francisco José Alcaraz, Pedro de Frutos, Sigfrido Herráez, Francisco Herrera, Javier López, Patricia Fernández Bermejo, Javier Castro Villacañas, Antonio Alberca, José Luis Abascal y Francisco Roldán.